# Porto Santo
Porto Santo – wyspa w archipelagu Madery, zaliczanym do Makaronezji, należąca do Portugalii i jednocześnie jedna z portugalskich gmin (gminą Porto Santo jest cała wyspa) w Regionie Autonomicznym Madery. Największym miastem oraz siedzibą władz gminy jest Vila Baleira. Wyspa zajmuje obszar 42,17 km² (11,6 km długości i 6 km szerokości), będąc zamieszkiwaną przez 5149 osób (dane z 2021 r.). Zlokalizowana 43 km na północny wschód od wyspy Madera.

## Geografia

### Geologia
Wyspę charakteryzują dwa obszary: północno-wschodnia część (górzysta, ze skalistymi półkami i klifami) oraz przybrzeżna równina na południowym zachodzie, obejmująca dziewięciokilometrową plażę z białym piaskiem, co daje wyspie przewagę nad sąsiednią Maderą, którą charakteryzuje skaliste wybrzeże. Górzysta północno-wschodnia część wyspy składa się z dwóch struktur geomorfologicznych, które obejmują: obszar szczytów Pico do Castelo (437 m), Pico da Juliana (447 m), Pico da Gandaia (499 m) i Pico do Facho (517 metrów); a między wschodnim wybrzeżem a tym obszarem, seria mniejszych szczytów: Pico do Maçarico (285 m), Pico do Concelho (324 m) i Pico Branco (450 m). Południowo-zachodnia część wyspy, choć stosunkowo płaska, obejmuje szereg wzniesień o wysokości 100 metrów lub więcej, takich jak Pico Ana Fereira (283 m), Pico do Espigão (270 m) i Cabeço do Zimbralinho (183 m). Zbocze zachodniej części wyspy opada od 150 m ku południowemu wybrzeżu, docierając do piaszczystych plaż Porto Santo. Trzeci system, na zachodzie i północnym zachodzie, obejmujący Cabeço da Bárbara Gomes (227 m) i Cabeço das Canelinhas (176 m), różni się od zidentyfikowanych obszarów. Wyspę otacza platforma oceaniczna o powierzchni od 20 km² do 37 km², o minimalnej głębokości 8 metrów (Baixa do Noroeste) i ograniczona przez boki dużego podmorskiego wulkanu.

### Klimat
Na Porto Santo panuje ciepły, półpustynny klimat subtropikalny (BSh), z bardzo łagodną do ciepłej zimą i ciepłym do gorącego lata. Najbardziej suche miesiące to lipiec i sierpień, a najbardziej mokre to listopad i grudzień.
W przeciwieństwie do górzystej Madery, która dzięki wysokiej orografii skutecznie zatrzymuje chmury deszczowe i wilgoć prądów oceanicznych, stosunkowo niski profil Porto Santo skutkuje suchym klimatem. Pomimo braku opadów wilgotność pozostaje wysoka, średnio 77% przez cały rok.

### Ludność
Jedynym miastem na wyspie jest Vila Baleira, znana również jako Porto Santo.
Społeczność Porto Santo ma własne szkoły, ośrodek zdrowia, oddziały policji, salę gimnastyczną, kościoły, kilka lokalnych placów, centrum kongresowe, muzeum, centra handlowe, bary, hotele i restauracje.

## Ekonomia
Głównym przemysłem na wyspie Porto Santo jest turystyka, która pojawiła się dzięki budowie hoteli w XX wieku i opiera się na atrakcjach plaż oraz umiarkowanym klimacie.
Na wyspie znajduje się pole golfowe zaprojektowane przez hiszpańskiego mistrza golfa Seve'a Ballesterosa; Porto Santo Golfe było gospodarzem Madeira Islands Open w 2009 r. w ramach European Tour. Gdy planowane drugie pole zostanie ukończone, Porto Santo Golfe będzie największym polem na Maderze: obecnie jest jedno 18-dołkowe pole golfowe i jedno dziewięciodołkowe. Ponadto kompleks golfowy Porto Santo obejmuje osiem kortów tenisowych i ośrodek jeździecki (Pico Ana Ferreira).
Na wyspie znajduje się międzynarodowe lotnisko – port lotniczy Porto Santo (PXO), obsługujący zarówno loty krajowe (do Lizbony, do Porto i na Maderę) oraz sporadycznie loty międzynarodowe (sezonowo do Bergamo i do Frankfurtu). Lotnisko regularnie służy jako punkt zmiany kierunku dla samolotów, które nie mogą wylądować w porcie lotniczym Madera, ze względu na silne wiatry.

## Turystyka

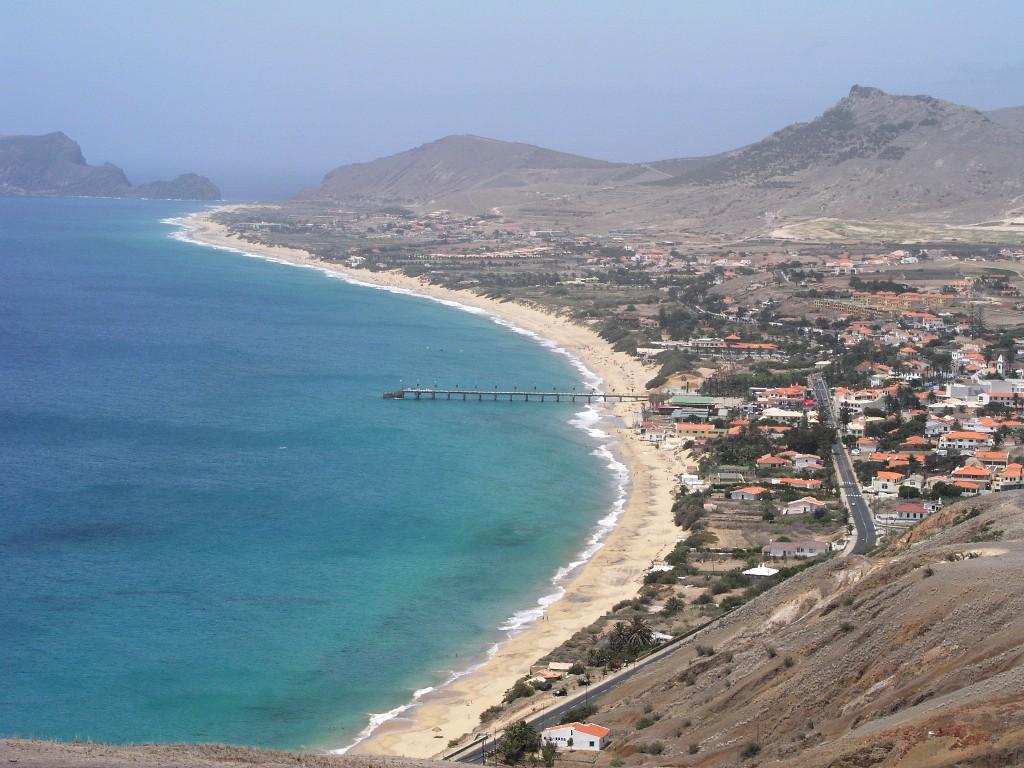
9-kilometrowa piaszczysta plaża na południowym wybrzeżu jest główną atrakcją turystyczną wyspy

Na wyspie znajduje się dom, w którym według ustnej tradycji przebywał Krzysztof Kolumb podczas swojego kilkuletniego pobytu na archipelagu Madery jako pośrednik Lizbony w handlu i produkcji cukru.